# Ameisenglattkäfer
Die Ameisenglattkäfer (Thorictinae) sind eine Unterfamilie der Speckkäfer (Dermetidae), von der in Europa nur eine Gattung, Thorictus, mit 75 Arten im Mittelmeerraum heimisch ist.
Die meisten Ameisenglattkäfer leben in Ameisenbauten und werden von den Ameisen auch gefüttert (Ameisengast); sie sind myrmecophil. Häufig besteigen sie die Ameisen und lassen sich von diesen umhertragen.
Nur die Art Thorictus grandicollis ist auch im östlichen Mitteleuropa, nördlich bis Ungarn und in die Slowakei, zu finden. Thorictus grandicollis wird 1,8 bis 2,2 Millimeter lang und ist rotbraun gefärbt. Der Körper des Käfers ist relativ breit und stark aufgewölbt, die 11-gliedrigen Antennen haben eine knopfförmige Fühlerkeule (scheinbar eingliedrig, in Wirklichkeit drei Glieder). Thorictus grandicollis zeigt ein besonderes Besänftigungsverhalten gegenüber Ameisen, welches andere Arten (z. B. Thorictus foreli) nicht kennen. Auf den Rücken gefallen, wird der Käfer unbeweglich und entblößt seine thorakalen seitlich-unteren Trichome. Er gestattet den Ameisen sogar, sie zu betasten und zu belecken.
Thorictus grandicollis folgt nicht den Duftspuren der Ameisen.
Die in Europa eingeschleppte Art (Neobiont) Thorictodes heydeni stammt wahrscheinlich aus Südostasien. Thorictodes sind in Asien (China) als Vorratsschädlinge (besonders in Reis) bekannt und sind nicht myrmecophil.

## Systematik
Die Ameisenglattkäfer werden, je nach Autor, als Unterfamilie (Thorictinae) oder Tribus (Thorictini), dann in der Unterfamilie Dermestinae, eingeordnet. Gemäß einer Untersuchung der Larvalmorphologie erscheint die Auffassung als Unterfamilie gerechtfertigt zu sein.
Die Unterfamilie Thorictinae wird in zwei Triben unterteilt:
- Thorictini: 3 myrmecophile Gattungen[2]
  - Afrothorictus
  - Macrothorictus
  - Thorictus[7]
    - Thorictus beali
    - Thorictus bifoveolatus
    - Thorictus crinitus
    - Thorictus foreli
    - Thorictus grandicollis, Syn.: Thorictus laticollis
    - Thorictus kaznakovi, Syn.: Thorictus babadjanidis, Thorictus hendeli, Thorictus lebedewi,
    - Thorictus koenigi
    - Thorictus medvedevi
    - Thorictus pamirensis
- Thaumaphrastini: 1 nicht myrmecophile Gattung[2]
  - Thorictodes
    - Thorictodes heydeni (Neozoe in Europa)